# Frysk Puzelwurdboek

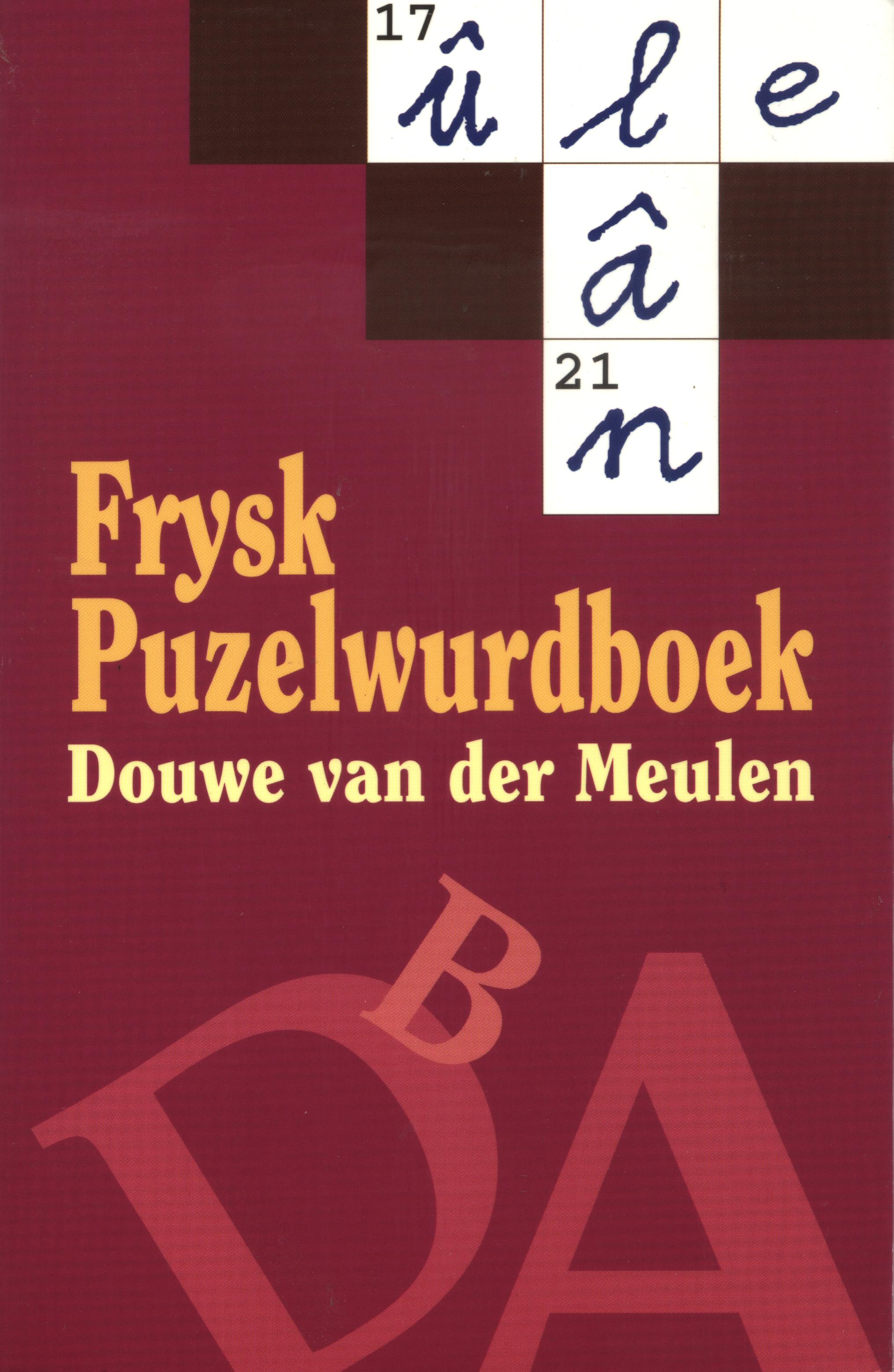
Frysk Puzelwurdboek

Het Frysk Puzelwurdboek is een hulpmiddel bij het oplossen van Friese puzzels. Het verscheen in 1992 bij de Afûk in Leeuwarden en werd samengesteld door Douwe van der Meulen.
Het eerste deel van het puzzelwoordenboek gaat uit van de omschrijvingen die in puzzelopgaven voorkomen. De mogelijke oplossingen, de 'gevraagde woorden' staan achter de omschrijving vermeld. Het gaat van korte naar lange woorden en geeft zoveel mogelijk synoniemen en voorbeelden.
Het tweede deel van het woordenboek bestaat uit een verzameling woorden die het meest worden gevraagd, geordend in rubrieken. De rubrieken bestaan bijvoorbeeld uit lijsten met gereedschappen, delen van een boerderij, Friese schrijvers, Friese waternamen, manieren van lopen, plaatsnamen, planten en bomen, paddenstoelen en zoogdieren.
Het Frysk Puzelwurdboek (ISBN 90-6273-403-0 ) verscheen in 2002 op CD-rom als "Fryske Puzelensyklopedy".